# Saltillo
Saltillo é uma cidade do México capital do estado de Coahuila.

## Demografia
No censo de 2015, Saltillo tinha uma população de 807.537 habitantes, enquanto a população de sua área metropolitana era de 923.636. Saltillo é a maior cidade e a segunda maior área metropolitana do estado de Coahuila, e a 19ª área metropolitana mais populosa do país.

## Economia
Saltillo é uma das áreas mais industrializadas do México e possui uma das maiores indústrias automotivas do país, empresas como Grupo Industrial Saltillo, General Motors, Fiat Automobiles, Chrysler, Nemak entre outras tem atuação na região.

## Cidades-irmãs
- Austin, Estados Unidos
- Lansing, Estados Unidos
- Windsor, Canadá
- Holguín, Cuba